# NGC 4511
NGC 4511 este o galaxie spirală situată în constelația Ursa Mare. A fost descoperită în 17 martie 1790 de către William Herschel. Se află la o distanță de 68,65 de megaparseci de Pământ.